# Guidan Roumji
Guidan Roumji este un oraș din departamentul Guidan-Roumdji, regiunea Maradi, Niger, cu o populație de 10.744 locuitori (2001).